# レオニード・ジャボチンスキー
レオニード・イヴァノヴィッチ・ジャボチンスキー（ウクライナ語: Леонiд Iванович Жаботинський、1938年1月28日 - 2016年1月14日）は、19回に亘り世界記録を更新したソビエト連邦のヘビー級重量挙げ選手。1964年と1968年のオリンピックで金メダルを獲得した。

## 生い立ち
ウクライナ・ソビエト社会主義共和国スームィ州ウスペンカ村でコサックの家庭に生まれる。父親のイヴァン・フィリポビッチはアスリートだったが、ジャボチンスキーは1967年のインタビューで自分は祖父似で両親は2人とも際立った体格では無かったと語っている。幼少期はザポリージャに暮らした。7年制のセカンダリースクールを卒業後、ハルキウのトラクター工場で働きながら軍隊スポーツ組織の地元重量挙げクラブでミハイル・スヴェトリーチヌィのコーチを受けた。

## 重量挙げ
1957年にウクライナ・ソビエト社会主義共和国選手権で重量挙げ競技者としてのデビューを果し、銅メダルを獲得した。同年ハルキウの教育学研究所に入り、1964年まで学んだ。1968年メキシコシティーオリンピックの開会式でソビエト連邦の旗手を務め、行進中他の全ての旗手が両手で国旗を掲げる中、ジャボチンスキーだけは片手で国旗を運んだ。1963年から1974年にかけてヘビー級で19回世界記録を更新し、1964年と1968年のオリンピックで金メダルを獲得した。

## 私生活
1964年にハルキウ教育学研究所を卒業、1970年に教育学のPh.D.を取得した。現役を退いた後、ソ連軍で重量挙げ選手のコーチを務め、1991年に大佐として引退した。1987年から1991年まで軍の顧問及び重量挙げコーチとしてマダガスカルに勤務した。その後ロシア初の私立の高等教育施設の1つであるモスクワのビジネス・法律研究所の副所長に就任した。
ライザという女性と結婚し、2人の息子ルスランとヴィレンが生まれた。息子たちは2人とも重量挙げ選手になった。
ジャボチンスキーは十代の頃のアーノルド・シュワルツェネッガーにとって崇拝の対象であった。
2016年1月14日、ウクライナのザポリージャにて77歳で死去。